# 漢氏壯燈魚
漢氏壮灯鱼（学名：Hygophum hanseni）为輻鰭魚綱燈籠魚目灯笼鱼科壮灯鱼属的鱼类。分布于30°S-43°S海域，為深海魚類，棲息深度57-728公尺，體長可達6.7公分。

## 外物連結
- Froese, R. & Pauly, D. (eds.) (2011). Hygophum hanseni. FishBase. Version 2011-12.

## 扩展阅读
維基物種上的相關：漢氏壮灯鱼